# Tayeb Bouaazza
Tayeb Bouazza (Tánger, 1967) es un escritor e investigador marroquí.

## Biografía
Es doctor en filosofía por la Facultad de Letras y Ciencias Humanas de la Universidad Mohamed V de Rabat. Trabaja como profesor de enseñanza superior en el CRMEF de Tánger . Tiene una gran colección de artículos y estudios publicados en revistas y periódicos locales e internacionales, además de libros, especialmente en el campo del pensamiento filosófico. Bouaazza forma parte de comités científicos y asesora investigaciones del Departamento de Estudios Filosóficos y Ciencias Sociales de la Fundación Creentes Sin Iímite para la Investigación y los Estudios  Sin Fronteras. Participa activamente en la Academia Namaa(desarrollo) de Estudios islámicos y Humanidades para la enseñanza a distancia.

## Sus obras
Los escritos de Tayeb Bouazza variaron entre libros científicos, estudios e investigaciones revisados por comités científicos y artículos periodísticos, hasta llegar alrededor de (300) obras, y podemos citas las siguientes:

### Primero: libros científicos
- Cuestiones del pensamiento islámico contemporáneo.
- Sobre el significado de la filosofía y la cuestión del origen.
- Filosofía griega presocrática.
- Pitágoras y el pitagorismo.
- Heráclito, filósofo del logos.
- Jenófanes y la filosofía eleática.
- El declive de la filosofía jónica.
- Crítica al liberalismo.
- Sobre la naturaleza de la novela.